# Downeshelea unimaculata
Downeshelea unimaculata är en tvåvingeart som först beskrevs av Debenham 1972.  Downeshelea unimaculata ingår i släktet Downeshelea och familjen svidknott. Inga underarter finns listade i Catalogue of Life.